# Sawara (Chiba)

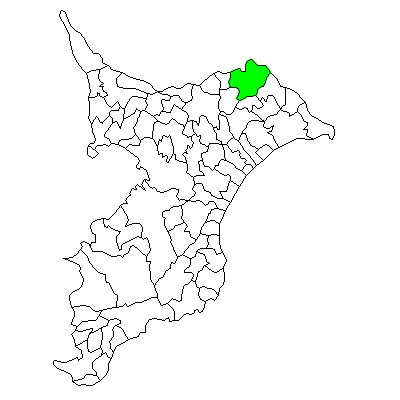
Situation de Sawara dans la préfecture de Chiba

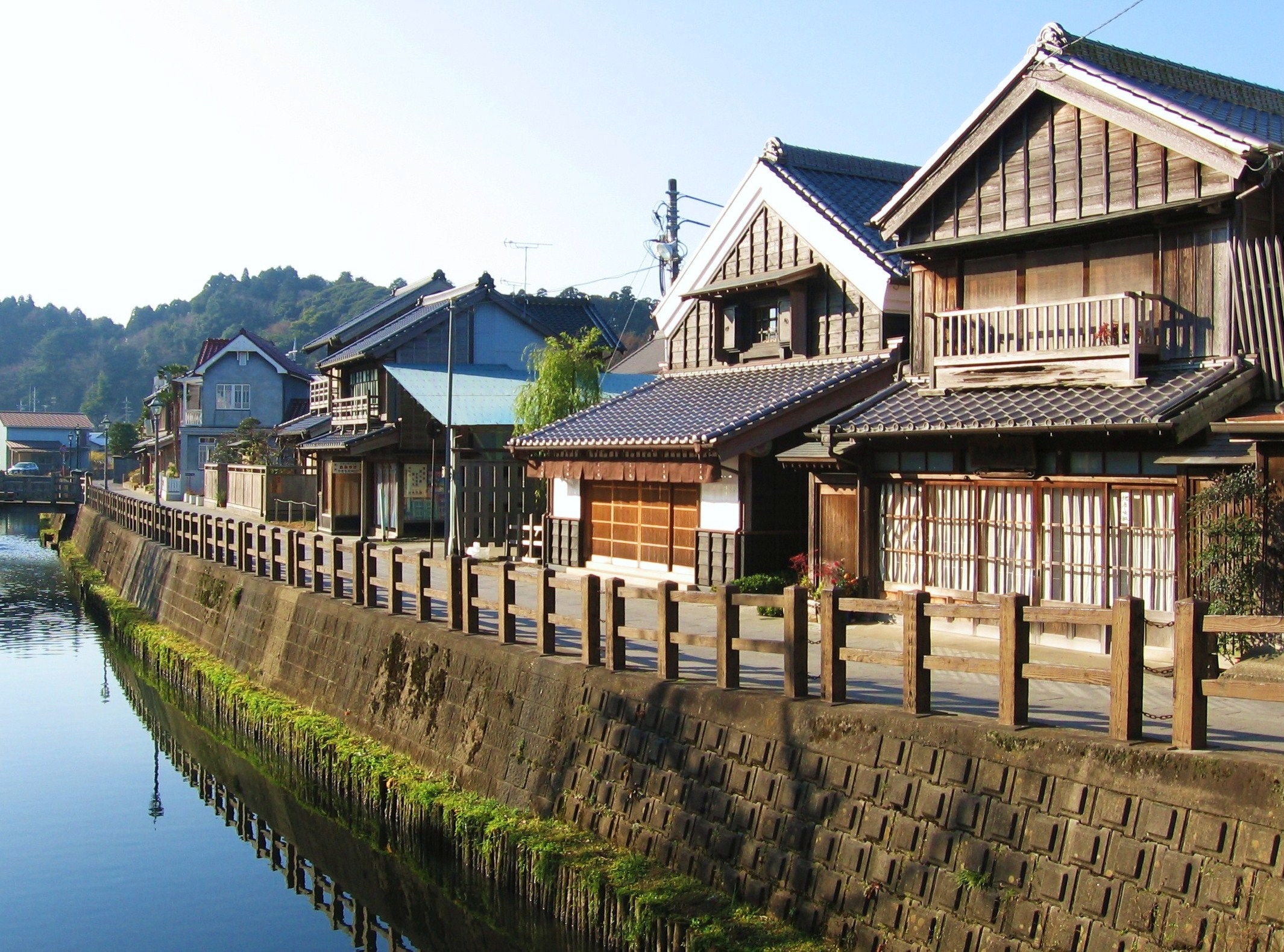
Un quartier traditionnel au bord du canal de Sawara.

Pour les articles homonymes, voir Sawara.
Sawara (佐原市, Sawara-shi) était une ville (市, shi) de la préfecture de Chiba, au Japon. La ville fut fondée le 15 mars 1951. En 2006, sa population atteignait 47 244 habitants pour une superficie de 119,88 km2. Le 27 mars 2006, la ville fusionne avec les bourgs de Kurimoto, Omigawa et Yamada pour former la nouvelle ville de Katori, et n'est donc plus administrativement considérée comme une commune.